# کومینوتو
کومینوتو (مالتی: Kemmunett) یک جزیرهٔ خالی از سکنه در مدیترانه است که در نزدیکی کمینو و در کنارهٔ شمالی جزیره غودش قرار دارد و جزئی از مجمع‌الجزایر مالت است. با مساحت ۰٫۲۵ کیلومترمربع، بزرگ‌ترین جزیرهٔ غیرمسکونی مالت محسوب می‌شود.